# Divertimento (muziekvorm)

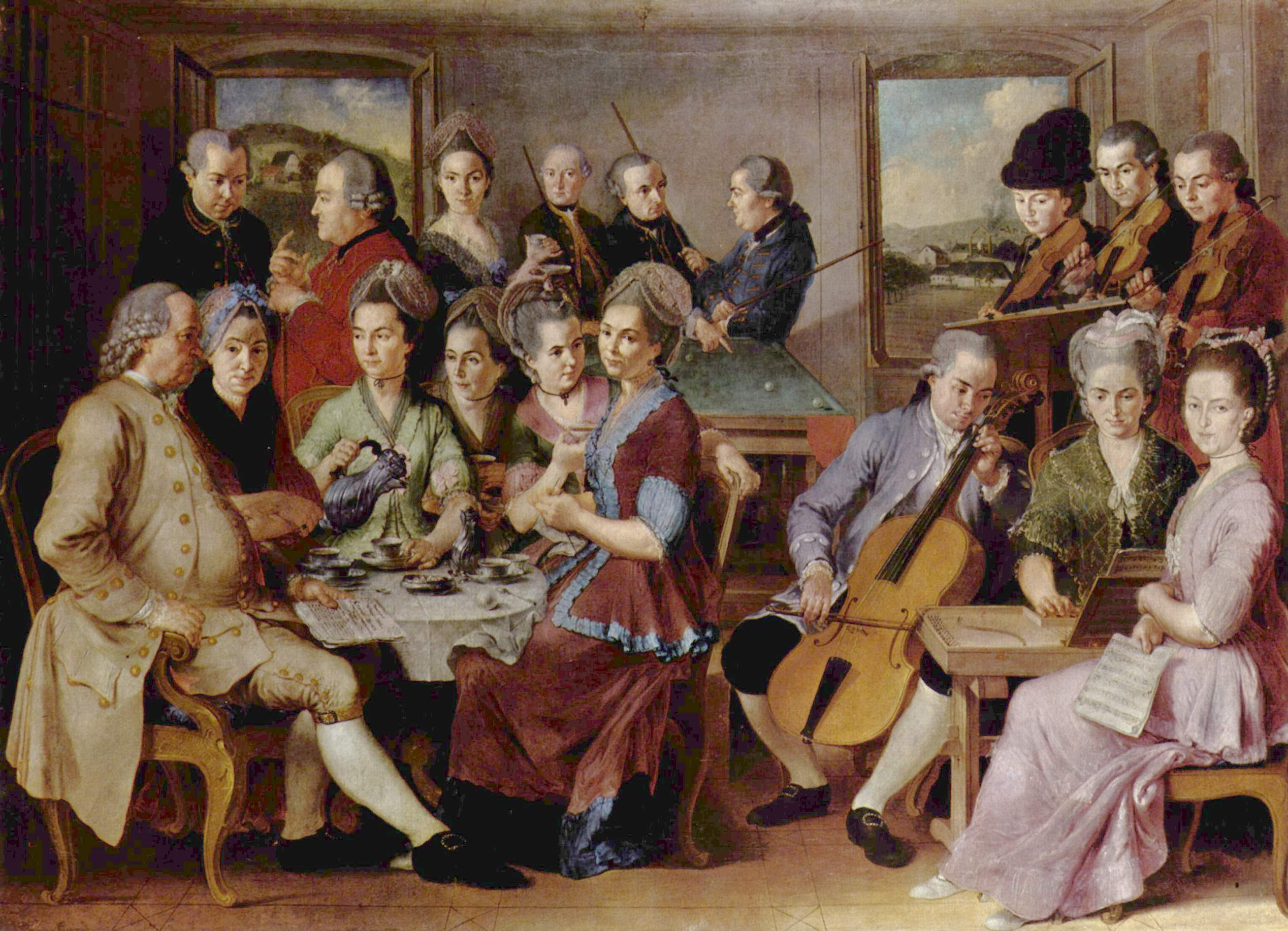
Een divertimento werd in de 18e eeuw gecomponeerd voor kleine groepen

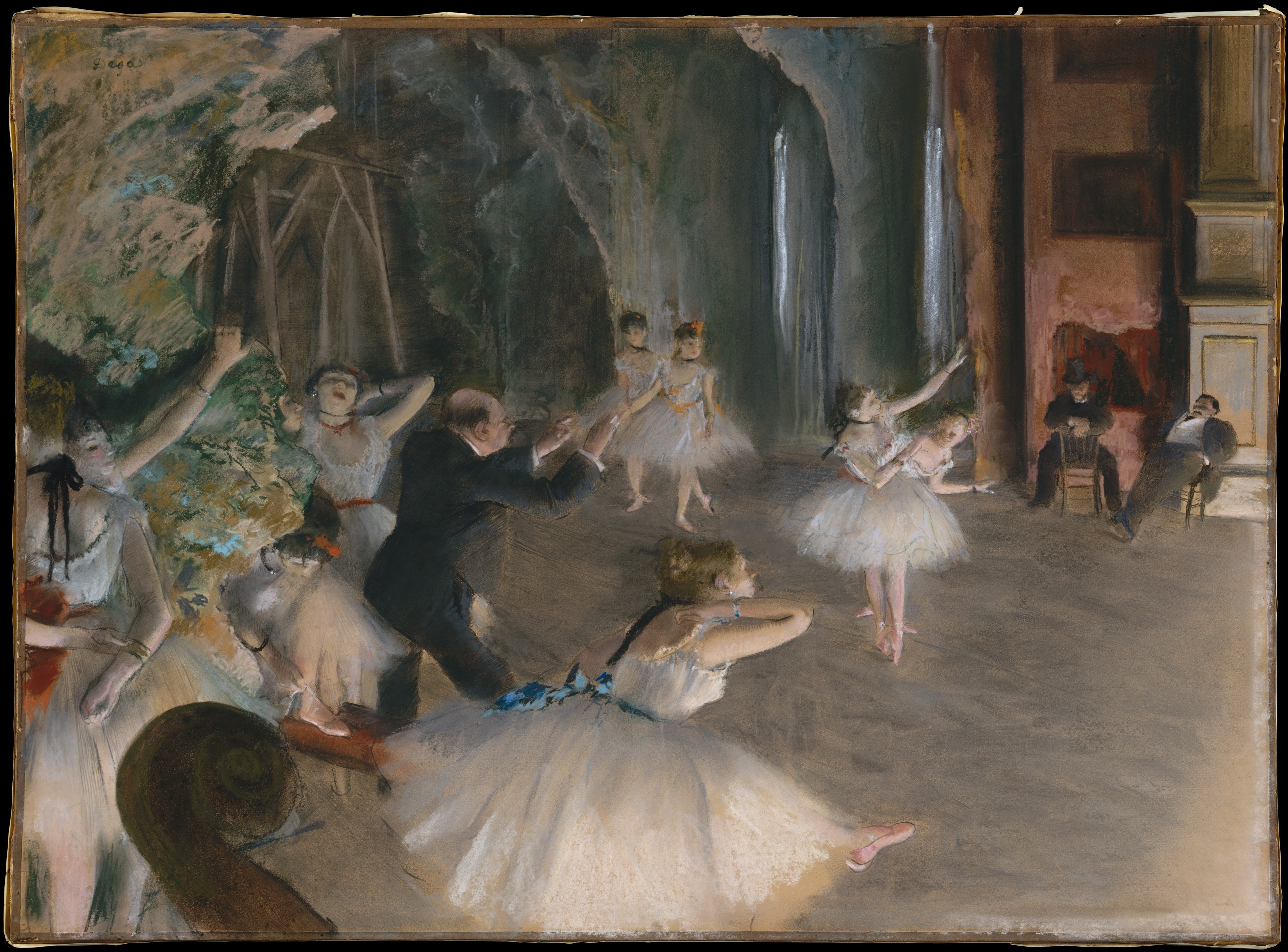
Divertissement wordt nog steeds gebruikt in ballet

Het divertimento is een muziekvorm die door de geschiedenis heen twee betekenissen heeft gekregen. Voor 1780 werd het gebruikt om een compositie voor een solo-instrument aan te duiden. Na 1780 sloeg de term op een licht, ontspannend werk zonder de diepgang van een sonate.
Het divertimento kreeg in de loop van de geschiedenis vele namen toebedeeld, zoals “Unterhaltungsmusik”, maar ook de meer programmatische titels als “Nachtmusik”, “Serenade” volgen het stramien van een divertimento. Al deze namen werden door elkaar gebruikt, hetgeen historisch onderzoek naar de oorsprong van deze vorm belemmert. 

## Doel

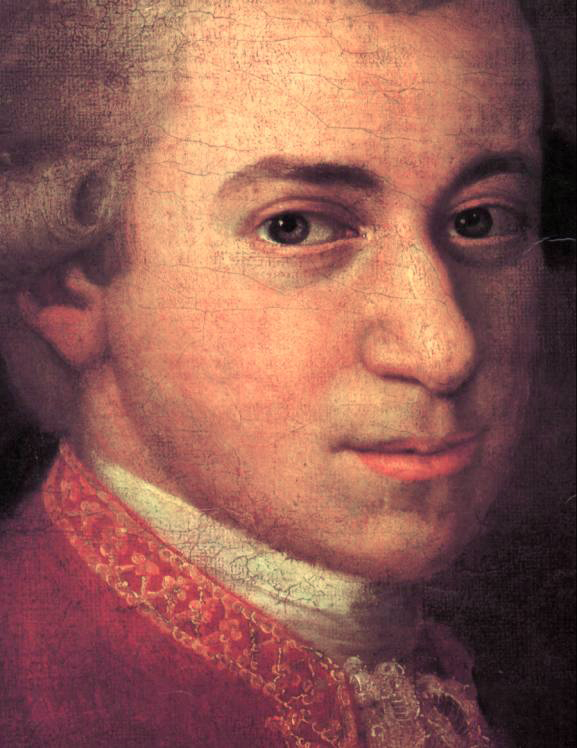
Mozart, 1780

Als muziekvorm heeft een divertimento twee doelen:
1. Als ontspanning voor zowel de muzikanten en de luisteraars. Dit vereist een luchtige aanpak van de componist zonder hierbij muziek van laag niveau te schrijven. Vb.: Mozart
2. Als achtergrondmuziek op banketten, recepties…

## Vorm
Een divertimento kan uit 1 tot 9 à 13 delen bestaan. De vroege composities telden echter meestal drie delen, de latere vijf. Deze vijf delen waren volledig symmetrisch: Allegro-Menuet-Andante-Menuet-Allegro. Later wordt deze vorm verder ontwikkeld naar het vierdelige strijkkwartet.

## Geschiedenis
In 1681 treft men het woord voor het eerst aan in de titel van een verzameling werken van Carlo Grossi.
In het classicisme werd het divertimento gecultiveerd. Het was ook  populair aan de hoven. Ondertussen omvat het begrip alle muziek voor solo-instrumenten en leunt het dicht tegen de sonate aan. Vooral de bezetting van strijkers is heel populair bij de componisten.
Op het einde van de 18e eeuw verdwijnt de vorm door veranderende opvattingen over muziek en socialiteit. Zo schreven Schubert noch Ludwig van Beethoven divertimenti. Schubert schreef wel een Divertissement à la hongroise.
In de 20e eeuw kent men een revival, waaraan onder andere Stravinsky deelnam. De term wordt nu gebruikt voor lichte muziek.

## Divertimento in de fuga
De term divertimento wordt in verband met een fuga gebruikt voor het aanduiden van die vormsecties of maten binnen één fuga, die een wat vrijer, quasi improvisatorisch karakter dragen, en de verschillende inzetgroepen van dux en comes doorbreken of verbinden, en die vaak uit een modulerende sequens bestaan, opgebouwd uit motieven die aan de dux zijn ontleend.

## Referentie
- artikel 'Divertimento', in Grove music encyclopedia (1980).